# 화학물질의 등록 및 평가 등에 관한 법률
화학물질 등록 및 평가 등에 관한 법률은 2013년 5월 22일 제정돼 2015년 시행된 대한민국의 법률로 화평법이라고 한다. 신규화학물질 또는 연간 1t 이상 제조ㆍ수입되는 기존 화학물질에 대해 유해성 심사를 의무화하는 것과 화학물질의 유해성 입증 의무를 기업에게 부과하는 것을 주요 내용으로 한다.

## 목적
한국 시장에 진입하는 화학물질 확인과 유해성 등 안전 사용에 필요한 정보를 사전에 확보 공유하며, 생활용화학제품으로 인한 독성 피해사고로부터 국민건강과 환경의 피해를 미리 방지할 수 있도록 하는데 그 목적을 두고 제정되었다. 

## EU REACH와 비교
화평법의 기본 체계는 EU REACH 제도와 유사하며 그로 인해 K-REACH로 불리기도 한다. EU REACH와 큰 차이점은 등록대상물질에 '완제품 내 의도적 배출 물질' 항목을 제외한 것이다.

## 제정경위
2011년 가습기 살균제 사건 발생 이후 시민단체를 중심으로 여론이 악화되자 결국 정치권이 대안을 마련한다는 차원에서 법률제정이 이루어졌다. 하지만 아직도 화평법이 가습기 살균제 사건을 막기에 부족하다는 견해도 존재한다.

## 논란
2013년 화평법 제정시 전경련 회장단은 화평법으로 인해 투자가 축소되고 기업 경영에 어려움이 예상된다며 화평법을 거세게 반대한 것으로 전해진다. 또 미국 무역대표부(USTR)는 보고서를 통해 화평법으로 인해 민감한 기업정보가 유출될 수 있다는 우려를 표하면서 화평법을 무역장벽으로 규정하고 화평법 규제를 세계무역기구(WTO) 무역기술장벽위원회에 통보하도록 요청했다.
한국 대기업은 화평법으로 인한 속앓이 중인데 이유는 화평법이 시행되면 자사가 다루는 화학물질에 대한 정보를 제공해야 하는 의무조항이 있어 자칫 영업비밀이 새어나갈 수 있다는 우려 때문이다.

## 주요 내용
화평법은 연간 1t 이상 유통되는 화학물질 중 정부가 지정한 2천여개만 환경부에 보고하도록 규정하고 있고 기업이 영업비밀이라는 이유로 제품에 포함된 화학물질이 무엇인지 공개하지 않을 수 없다. 
화평법에 따라 한국의 화학기업들은 2019년까지 화학사고 장외영향평가서 제출, 취급시설의 배치 및 설치 기준 충족, 화학물질 등록 등의 의무를 취급물질의 양에 따라 연차적으로 이행해야 한다.

### 유예기간
등록대상 기존화학물질 경우 해당 화학물질을 고시한 후에 3년 동안 등록을 하지 아니하고 제조 수입할 수 있는 등록유예기간을 두었다.

### 협의체
여러 회사가 같은 화학물질을 수입하는 경우 효율적이고 신속한 등록을 위해 대표자를 선정하여 공동제출 등록을 할 수 있다.

## 비판
재계와 화학관련 단체에서는 복잡한 등록절차와 업무의 반복성, 장기간의 평가기간 소요, 고비용 발생, 기업 비밀 유출 등의 문제를 제기하며 지속적인 개정을 요구해 왔다.

## 같이 보기
- 제조물 책임법
- 가습기 살균제 사건
- 2012년 구미 가스 누출 사고
- 유해화학물질 관리법
- REACH

## 참고 문헌
- 딜로이트 안진회계법인 화평법, 화관법과 기업의 대응 방향
- 화평법이 무엇인가요?
- 화평법, 위기에서 기회로 SUSTINVEST[깨진 링크(과거 내용 찾기)]
- 화학법령 Q&A 화학안전산업계지원단[깨진 링크(과거 내용 찾기)]